# Pelbárthida
Perbárthida (románul Parhida) falu Romániában, Bihar megyében. Közigazgatásilag Paptamásihoz tartozik.

## Neve
A település névadója a 13. század elején élt és a Gutkeled nemzetségből származó Privart volt, innen ered a „Privárthida” név.

## Fekvése
Bihar megyében, a román-magyar határ közelében, a magyarországi Kismarjától 4 km-re délkeletre, a Berettyó bal partján fekvő település. (Kismarja felé jelenleg nincs közvetlen határátkelőhely, a legközelebbi, Pocsaj és Biharfélegyháza közötti csak szombatonként van nyitva.)

## Története
Perbárthida a 13. században már vámszedőhely volt.
1457-ben a Majossy család volt Perbárthida birtokosa.
Az 1700-as évek első felében a Miskolczi család volt a település birtokosa.
Az 1800-as évek elején Sztaroveszky Imre és az Antalóczy család volt itt birtokos.
1860-as években egy nagy tűzvészben Perbárthida több mint kétharmada leégett.
1910-ben 994 lakosa volt, melyből 385 magyar, 609 fő román nemzetiségű volt.
A település a trianoni békeszerződésig Bihar vármegye Szalárdi járásához tartozott.

## Népesség
2002-ben 509 lakója közül 255 fő (50,1%) magyar, 235 (46,17%) román és 19 (3,73%) cigány volt.

## Nevezetességek
- A falu ősi kis templomát, mely a reformátusoké, még a Gutkeled nemzetség emeltette, de a 17. században teljesen átalakították.
- Görögkeleti ortodox temploma 1851-ben épült.
- Itt született Hencz Hilda tanár, bibliográfus, író.